# Bal Harbour
Bal Harbour est un village situé dans l’État américain de la Floride, dans le comté de Miami-Dade, au nord de la ville de Miami. Selon l'estimation officielle de 2000, la population du village est de 3 305 habitants.

## Démographie
| Groupe            | Bal Harbour | Floride | États-Unis |
| ----------------- | ----------- | ------- | ---------- |
| Blancs            | 95,0        | 75,0    | 72,4       |
| Afro-Américains   | 2,1         | 16,0    | 12,6       |
| Métis             | 1,1         | 2,5     | 2,9        |
| Asiatiques        | 0,9         | 2,4     | 4,8        |
| Autres            | 0,8         | 3,6     | 6,2        |
| Amérindiens       | 0,1         | 0,4     | 0,9        |
| Total             | 100         | 100     | 100        |
|                   |             |         |            |
| Latino-Américains | 28,7        | 22,5    | 16,7       |

Selon l’American Community Survey, pour la période 2011-2015, 45,74 % de la population âgée de plus de 5 ans déclare parler l’espagnol à la maison, 41,82 % déclare parler l'anglais, 3,60 % le portugais, 2,56 % le français, 2,52 % l'hébreu, 1,0 % l'allemand, 0,72 % le yiddish, 0,64 % le hongrois, 0,52 % le persan, 0,52 % le russe et 0,36 % l'italien.
| 1950 | 1960 | 1970  | 1980  | 1990  | 2000  |
| ---- | ---- | ----- | ----- | ----- | ----- |
| 224  | 727  | 2 038 | 2 973 | 3 045 | 3 305 |

| 2010  | - | - | - | - | - |
| ----- | - | - | - | - | - |
| 2 513 | - | - | - | - | - |